# Falkland (Karolina Północna)
Falkland – miasto w Stanach Zjednoczonych, w stanie Karolina Północna, w hrabstwie Pitt.